# Fernando & Sorocaba
Fernando & Sorocaba é uma dupla sertaneja brasileira criada em 2007, composta pelos cantores e compositores Fernando Zor (vocal e violão) e Sorocaba (vocal).

## História

### Antecedentes
Em 2001, Humberto Santiago se mudou para o Paraná, em Porto Rico, onde fazia shows em barzinhos à beira do Rio Paraná, conheceu Hugo Pena e juntos escreveram um dos maiores sucessos da dupla Hugo Pena & Gabriel, a música “Por Enquanto Adeus”. No final de 2005, Humberto, cantando em uma mansão à beira rio, conheceu Homerinho Garcia, que o convidou para ir para Londrina tentar a carreira musical. Os dois partiram para Londrina, onde Humberto foi apresentado para Sorocaba, que o convidou para formar uma dupla. Um ano depois de muito trabalho, eles gravaram o CD e DVD Fernando e Sorocaba Ao Vivo em Londrina.
Fernando Zor é natural de Ji-Paraná, Rondônia, e começou a cantar aos 15 anos, mas desde pequeno já pegava o violão do avô para brincar. O cantor posteriormente declararia seu amor pelo rock homenageando o grupo Guns N' Roses, entre outros artistas. Sorocaba mudou-se para Londrina para cursar Agronomia, mas na faculdade só queria saber de cantar. Ele sabia que estava no caminho certo, e em pouco tempo o paulista fazia shows em diversos bares de Londrina e passou a ser conhecido no circuito universitário com suas composições próprias. Fernando & Sorocaba já teve outros três Fernandos: Marcelo de Sá, Humberto Santiago e Everson Félix, que não deram certo. Foi com a entrada de Fernando Zorzanello Bonifácio que Sorocaba, no segundo ano de faculdade, já pagava as contas graças às suas canções.
Sorocaba nasceu na capital paulista, porém foi criado numa fazenda da cidade de Sorocaba, que originou seu apelido e, posteriormente, nome artístico. Antes de seguir carreira artística, o cantor cursou agronomia em Londrina, porém não se formou devido ao início de sua carreira artística – na época, teve algumas duplas e passou a levar a música a sério quando se apresentava em bares.

### 2006–07: Criação da dupla e primeira formação
A dupla foi criada em 2006 por Humberto Santiago, que adotou o nome artístico de Fernando, e Fernando Fakri, que adotou o nome artístico de Sorocaba, apelido que já carregava por ser criado na cidade paulista. Inicialmente, a dupla iria se chamar Santiago & Sorocaba, mas a ideia foi descartada devido ao fato de já estar em atividade a dupla goiana Guilherme & Santiago. Foi nesse momento que os músicos decidiram ir buscar um nome que não existia no cenário musical. Muitos nomes foram citados, entretanto o mais sonoro foi Fernando e Sorocaba.
Começaram a tocar em bares e boates em Londrina e região juntando centavo por centavo até poder custear o CD e DVD Fernando & Sorocaba ao Vivo em Londrina.
Com o sucesso instantâneo, nasceu a dupla Fernando & Sorocaba. Humberto Santiago, nascido em Franca, em São Paulo, veio de família de cantores, seu pai e seu tio eram uma dupla sertaneja.

### 2007–presente: Entrada de Fernando Zor, lançamentos e reconhecimento
Em 2007, Humberto Santiago foi substituído pelo músico Fernando Zor após deixar a dupla. Em 2008, lançaram o primeiro CD e DVD, Bala de Prata ao Vivo, pela Universal Music. O álbum ao vivo foi gravado às margens do Rio Bandeirantes do Norte, no município de Santa Fé, no Paraná, e contou com a participação de um público de dez mil pessoas, cantando em coro grandes hits como "Vem Ficar do Meu Lado", "Noite Enluarada" e "Bala de Prata". A dupla foi certificada pela ABPD com disco de ouro pelo DVD Bala de Prata ao Vivo, que vendeu mais de 50 mil cópias no Brasil.
No ano seguinte, em 2009, lançaram o álbum Vendaval ao Vivo. Nesse mesmo ano, lançaram o hit "Paga Pau", que obteve certa repercussão. Em 2010, é lançado o segundo DVD da carreira da dupla, Fernando & Sorocaba - Acústico, primeiro trabalho da dupla pela gravadora Som Livre, que contou com a participação especial da dupla João Neto & Frederico na música "Delegada".
Em 2015, lançam o CD/DVD Anjo de Cabelos Longos, pelo selo independente Radar Records. Em 30 de julho de 2017, a dupla completou 10 anos de carreira, para comemorar esta data, a dupla gravou na cidade de Holambra, no interior de São Paulo, o sétimo DVD da carreira, intitulado Sou do Interior ao Vivo, que contou com as participações de Jorge & Mateus, Nego do Borel, MC Menor, Luan Santana, JetLag Music, Matheus & Kauan e Chris Weaver. O álbum foi lançado em outubro do mesmo ano.
No dia 17 de julho de 2018, Fernando & Sorocaba gravam seu oitavo DVD, O Chamado da Floresta ao Vivo, em uma floresta de reflorestamento no interior de São Paulo. O álbum contém 19 musicas inéditas e as participações especiais de Maiara & Maraisa, Ludmilla, MC Kekel, Mano Walter e Vitor Kley, e foi lançado em dezembro do mesmo ano.
Em 2019, a dupla gravou o nono DVD da carreira, Isso é Churrasco ao Vivo, no dia 11 de agosto, durante a Feira Agropecuária, Industrial e Comercial de Indaiatuba (Faici) em Indaiatuba, São Paulo, com direito a um churrasco premium servido do início ao fim do show. O DVD teve as participações especiais de Maiara & Maraisa, Daniel e do americano Kane Brown. O álbum foi lançado em janeiro de 2020. No dia 8 de outubro de 2019, Fernando foi internado no Hospital Albert Einstein, em São Paulo, devido a uma pneumonia, e Sorocaba fez show sozinho no dia seguinte, em Cosmorama, no interior de São Paulo. Após três dias internado, Fernando teve alta no dia 11 de outubro.[carece de fontes?]
Em 2020, Fernando & Sorocaba lançaram a coletânea Antigas do Fernando & Sorocaba, que resgata antigos sucessos da dupla.
Em 22 de agosto de 2023, Fernando & Sorocaba realizou o último show do ano no Rio de Janeiro. Logo após isso, a dupla teria mais dois shows que estavam previstos para acontecer entre os dias 14 e 16 de setembro, no município Euclides da Cunha Paulista, porém o Tribunal de Justiça de São Paulo atendeu o pedido do Ministério Público do Estado e cancelou os shows não somente de Fernando e Sorocaba, mas também das duplas Antony e Gabriel e Jads e Jadson. A ação movida foi baseada no fato de que o município tem um déficit orçamentário.

## Gravadora independente e causas sociais
A partir de 2014, a dupla transferiu sua carreira para sua gravadora independente, a FS Produções Artísticas. Daí, criaram um show beneficente e a fundação "FS Premium" para causas sociais e para ajudar outras instituições, crianças carentes e hospitais.

## Vida pessoal

### Relacionamentos
Fernando é filho de Filomena Zorzanello e Sérgio Bonifácio e possui dois irmãos Tatiana e Sidnei. Ele começou namorar a cantora sertaneja Maiara, da dupla Maiara & Maraisa, em março de 2019, e desde então o casal viveu entre idas e vindas. Eles ficaram noivos em fevereiro de 2021, quando Fernando pediu Maiara em casamento antes de um salto de paraquedas em Dubai. Seu primeiro relacionamento foi com Aline Oliveira, com quem teve a primeira filha, chamada Kamilly, e também teve um relacionamento de 13 anos com Mikelly Medeiros, com quem teve sua segunda filha, chamada Alice. Sorocaba é filho de Renata Maria Nogueira Fakri de Assis e José Carlos Assis, possui duas irmãs Karina e Juliana e um primo chamado Fabio Fakri. Antes da dupla, integrou duas primeiras formações, que não tiveram mídia. Ele se casou com a Miss Distrito Federal 2018 e estudante de medicina veterinária Biah Rodrigues no dia 15 de dezembro de 2019, e em 17 de maio de 2020 nasceu o primeiro filho do casal, Theo Rodrigues Fakri.

### Problemas na justiça
Em 2014, Humberto processou Sorocaba por registrar o nome Fernando & Sorocaba apenas em seu nome. Humberto ganhou na Justiça o direito ser o coautor do nome da dupla.

## Integrantes
A dupla iniciou sua carreira com Humberto Santiago assumindo o nome artístico de Fernando e Fernando Fakri como Sorocaba. Esta primeira formação teve fim em 2007, quando Humberto se desentendeu com o empresário da dupla e deixou o projeto. Durante um período, Marcelo de Sá e Everson Félix também usaram do nome artístico Fernando. A partir de 2007, o músico Fernando Zorzanello entrou para o projeto como Fernando, sendo, dessa forma, o único Fernando que tem como nome artístico seu nome verdadeiro na história da dupla Fernando & Sorocaba.

### Atuais
- Fernando Zor
- Sorocaba

### Outras formações
- Humberto Santiago (Fernando)
- Marcelo de Sá (Fernando)
- Everson Félix (Fernando)

## Discografia
Todos os álbuns foram gravados ao vivo e lançados em CD e DVD, exceto Vendaval e Homens e Anjos, ambos gravados em estúdio e lançados apenas em CD.[carece de fontes?]
Estúdio
- 2013: Homens e Anjos (Men & Angels)
- 2016: FS Studio Sessions Vol. 1
- 2016: FS Studio Sessions Vol. 2
- 2024: Nash[37]

Ao Vivo
- 2006: Ao Vivo em Londrina
- 2008: Bala de Prata
- 2009: Vendaval
- 2010: Acústico
- 2011: Bola de Cristal
- 2012: Acústico na Ópera de Arame
- 2014: Sinta Essa Experiência
- 2015: Anjo de Cabelos Longos
- 2017: Sou do Interior
- 2018: O Chamado da Floresta
- 2019: Isso é Churrasco
- 2020: Antigas do Fernando & Sorocaba
- 2021: A Uma música De Distância
- 2023: On Fire
- 2024: Na Pescaria

## Singles
| Ano  | Single                                                              | Paradas | Álbum                      |
| ---- | ------------------------------------------------------------------- | ------- | -------------------------- |
| 2008 | "Bala de Prata"                                                     | 11      | Bala de Prata              |
| 2009 | "Vendaval"                                                          | 64      | Vendaval                   |
| 2009 | "Paga Pau"                                                          | 3       | Vendaval                   |
| 2009 | "Da Cor do Pecado"                                                  | 34      | Vendaval                   |
| 2010 | "A Casa Caiu"                                                       | 31      | Acústico                   |
| 2010 | "Madri"                                                             | 2       | Acústico                   |
| 2010 | "Tô Passando Mal"                                                   | 19      | Bola de Cristal            |
| 2011 | "Teus Segredos"                                                     | 11      | Bola de Cristal            |
| 2011 | "Pega Eu"                                                           | 10      | Acústico na Ópera de Arame |
| 2011 | "Férias em Salvador"                                                | 2       | Acústico na Ópera de Arame |
| 2012 | "É Tenso"                                                           | 2       | Acústico na Ópera de Arame |
| 2012 | "A Verdade"                                                         | 2       | Acústico na Ópera de Arame |
| 2012 | "As Mina Pira"                                                      | 66      | Homens e Anjos             |
| 2012 | "Livre"                                                             | 16      | Homens e Anjos             |
| 2013 | "Veneno"                                                            | 5       | Homens e Anjos             |
| 2013 | "O Que Cê Vai Fazer"                                                | 12      | Homens e Anjos             |
| 2013 | "Mô"                                                                | 4       | Homens e Anjos             |
| 2013 | "Gaveta"                                                            | 8       | Sinta Essa Experiência     |
| 2014 | "Deixa Falar"                                                       | 29      | Sinta Essa Experiência     |
| 2014 | "Mármore"                                                           | 4       | Não adicionado à álbum     |
| 2014 | "Bobeia Pra Ver"                                                    | 3       | FS Loop 360º               |
| 2015 | "Previsão do Tempo"                                                 | 10      | Anjo de Cabelos Longos     |
| 2015 | "Anjo de Cabelos Longos"                                            | 9       | Anjo de Cabelos Longos     |
| 2015 | "Dia Dez"                                                           | 12      | FS Loop 360º               |
| 2016 | "Rolo e Confusão"                                                   | 10      | FS Studio Sessions         |
| 2016 | "Casa Branca"                                                       | 5       | FS Studio Sessions         |
| 2016 | "Notícia Boa"                                                       | 18      | FS Studio Sessions         |
| 2017 | "Luzes de São Paulo"                                                | 21      | Sou do Interior            |
| 2017 | "Terapinga (Terapia)"                                               | 5       | Sou do Interior            |
| 2018 | "Bom Rapaz" (part. Jorge & Mateus)                                  | 7       | Sou do Interior            |
| 2018 | "Cada Um na Sua"                                                    | 5       | O Chamado da Floresta      |
| 2019 | "Zona de Risco" (part. Maiara & Maraisa)                            | 8       | O Chamado da Floresta      |
| 2019 | "Cara Feio"                                                         | 12      | Isso é Churrasco           |
| 2020 | "Plateia"                                                           | 13      | Isso é Churrasco           |
| 2020 | "Preces de Um Fazendeiro"                                           |         | Não adicionado à álbum     |
| 2020 | "Menina de Fivela"                                                  |         | Não adicionado à álbum     |
| 2020 | "Você Não é de Bar" (part. Guilherme & Benuto)                      |         | Não adicionado à álbum     |
| 2021 | "Só Não Divulga" (part. Tarcísio do Acordeon)                       | 10      | Não adicionado à álbum     |
| 2021 | "Papai Chorando" (part. Henrique & Juliano)                         |         | Não adicionado à álbum     |
| 2023 | "Cancelado"                                                         |         | On Fire                    |
| 2023 | "Laça Nóis"                                                         |         | On Fire                    |
| 2023 | "A Galera do Chapéu"                                                |         | On Fire                    |
| 2023 | "Deixa Eu Amar Você"                                                |         | Não adicionado à álbum     |
| 2024 | "Balcão de Madeira"                                                 |         | Não adicionado à álbum     |
| 2024 | "Gosta de Caras Assim" (com Dustin Lynch)                           |         | Nash                       |
| 2024 | "Eu Amo Demais" (com LOCASH)                                        |         | Nash                       |
| 2024 | "Esteriótipo"                                                       |         | Nash                       |
| 2024 | "Procura-se" (com US Agroboy feat. Léo & Raphael, Bruno & Barretto) |         | Fazendinha Sessions 5      |
| 2025 | "Já Vai Sabendo" (com Murilo Huff)                                  |         | On Fire                    |

### Parcerias
- "6 de Janeiro de 2003" - com Thaeme
- "A Louca" - com Luan Santana
- "Assim Você Mata o Papai" - com Cristiano Araújo
- "Bebi de Graça" com Rick & Nogueira
- "Boca a Boca" - com Edson
- "Calma Aí" - Marcos & Belutti
- "Delegada" - com João Neto & Frederico
- "Do Tamanho do Nosso Amor" - com Chitãozinho & Xororó
- "Eu Fui Clonado" - com Jeann & Júlio
- "Everest" - com Luan Santana
- "Fica Comigo" - com Marcos & Belutti
- "Foi Daquele Jeito" - com Lucas Lucco
- "Gelo Na Balada" com Camila & Haniel
- "Me Diz Aí" - com Jeann & Julio
- "Xing Ling" com Lucas Lucco
- "Me Pegou no Flagra" com Mateus & Cristiano
- "Meu Rancho Tá Bombando" - com Leandro Baldissera
- "Não Vá Pra Califórnia" - com Juliano Cezar
- "Não Vai Prestar" - com Anselmo & Rafael
- "O Que Acontece na Balada" - com Thaeme & Thiago
- "Para Para" - com Thaeme & Thiago
- "Pense Pra Dizer" - com Tânia Mara
- "Perdeu" - com Thaeme & Thiago
- "Sai" - com Rick & Rangel
- "Sou Ciumento Mesmo" - com Wesley Safadão
- "Tá Tirando Onda" - com Inimigos da HP
- "Tocando em Frente" - com João Neto & Frederico
- "Vacilei" - com ´Henrique & Diego
- "Bom Rapaz" - com Jorge & Mateus
- "Meu Melhor Lugar" - com Luan Santana & JetLag Music
- "Coração Balada" - com Dilsinho
- "Menina Pipoco" - com Nego do Borel
- "Pensa Pra Falar" - com Amannda
- "Deixa Brilhar" - com MC Menor
- "Quarenta Linhas" - com Matheus & Kauan
- "Dia D" - com Marcos & Belutti
- "ET" - com Felipe Duran
- "Vira-Lata" - com Loubet
- "Cê Não Tá Entendendo Não" - com Mano Walter
- "Valeu A Pena" - com Vitor Kley
- "O Som do Silêncio" - com Rionegro & Solimões
- "Fazenda São Francisco"/"Chico Mineiro" - com Michel Teló e Victor & Leo - Bem Sertanejo
- "Sertanejeiro" - com Fred Liel
- "Vai No Estacionamento" - com Thiago Servo
- "Dez Pras Seis" - com Felipe Duran
- "Poeira da Estrada" - com César Menotti & Fabiano
- "Só Não Divulga" - com Tarcísio do Acordeon
- "Zona de Risco" - com Maiara & Maraisa
- "Garanhão da Madrugada"/"Paixão de Peão"/"É Problema Meu"/"Quebrando Tudo"/"É Disso Que o Velho Gosta" - com Daniel
- "Amor da Despedida" com Barões da Pisadinha
- "Mil Loucuras de Amor" / "Rosto Molhado" - com Daniel - Daniel 40 Anos: Celebra João Paulo & Daniel
- "Bom Rapaz" - com Jorge & Mateus
- "Acredita! Vai Passar" - com Rick & Renner, Daniel, Bruno & Marrone, Lauana Prado, Paula Fernandes, Carol Valentim, Nayra Days, Jorge & Mateus e mais...
- "Fazendinha de Madeira" - com US Agroboy
- "Emocionada Errada" - com Matheus Fernandes
- "Beijo, Fumaça e Mentira" - com Felipe Rodrigo
- "Cold Blooded" - com Chase Matthew
- "Consequências de Amar um Cowboy" - com US Agroboy
- "Só Não Me Perdoa" - com Kaique e Felipe
- "Contando as BR" - com Fiduma & Jeca